# 최선 (정치인)
최선(崔善, 1974년 1월 28일 ~ )은 대한민국의 정치인이다. 서울 강북구 삼양동에서 태어났으며, 서경대학교 일어일문학과에서 학사 학위를 받았다. 현재 서울 강북구 의원으로 활동하고 있으며 현재 민주당 소속이다. 2005년 어린이집 꿀꿀이죽 사건에 관심을 갖게 되면서 2006년 5월 31일 기초의회선거의 강북구 구의원에 출마하여 당선하였으며, 이후 '보육조례개정안'제정 활동등을 하였다. 강북구 의회 의정비 인상에 반대하는 활동을 벌여 주목을 받았다. 2009년에는 강북구청장이 공공근로 인력을 동원하여 부인 땅을 경작했다는 사실을 폭로해 MBC 뉴스데스크 등 언론의 관심을 끈 바 있다.

## 생애

### 강북구의원
- 꿀꿀이죽 사건과 강북구 보육조례 주민발의
- 건강보험료 지원 조례 발의
- 부당 인상 의정비 인하 운동
- 강북구청 쓰레기 종량제 봉투값 인상 반대
- 강북구청 ‘돈주고 상받기’ 관행 지적 및 수정

### 서울시의원
- 서울시의회 교육위원회 활동
- 서울시 아동급식카드 끼니 결제한도 인상
- 구조적 성차별 해소 및 친노동 행보
- 서울시 동북권역 교통발전 특위 위원장 선출

## 논란

### 강북구의회 의정활동비 논란
서울시 강북구 기초 의회는 총 14명의 구의원을 위한 2007년 의정 활동비를 3천284만원에서 5천495만원으로 67% 인상하였다. 이때 반대의 압력과 강북구청정의 재의 요청에 따라 월 10만을 삭감하고 인상안을 기권1, 찬성11표로 통과시켰다. 그런데 최선은 이를 주민들의 동의를 얻지 못하였으며 과도한 금액이라고 주장하고 1월치 의정비 중 인상분을 구청에 반납하였다. 하지만 구청은 수령할 이유가 없다고 수납을 거부하였으며 민주노동당은 이 인상분을 법무법인공탁처리 하겠다고 하였다. 이에 2008년 2월 5일 서울시 강북구 의회의 의장 윤영석 및 다른 의원들은 의정비 인상이 정당했으며 민주노동당의 정치적 행위라고 비판하고 MBC 라디오 등의 인터뷰에서 동료 의원의 명예를 실추시켰다는 이유로 임시회 본의회를 열어 최선 의원을 징계하기 위한 윤리특별위 구성결의안을 처리하고자 하였다. 하지만 반대 의견이 거세어 회의는 무산되었다. 최선은 과다하다는 이유로 서울시 강북구의 재정자립도가 30%이며 서울의 25개 자치구중 22번째로 하위권임을 들고 있다.

## 역대 선거 결과
|  | 11.54% |

|  | 23.55% |

|  | 61.85% |

## 참고 자료
- MBC와의 인터뷰 내용
- SBS의 관련보도
- MBC 손석희의 시선집중 인터뷰
- 프레시안에 기고한 '꿀꿀이죽' 사건관련 최선의원의 글
- 서울시 강북구 홈페이지
- 서울시 강북구 의회 홈페이지 보관됨 2007-07-26 - 웨이백 머신